# Sunny Day Real Estate
Sunny Day Real Estate lub SDRE – amerykański zespół rockowy założony w Seattle, aktywny w latach 1992–1995, 1997–2001 i 2009–2013. W jej skład wchodzili Jeremy Enigk, William Goldsmith, Dan Hoerner i Nate Mendel.

## Historia

### Wczesne lata
W 1992 roku został założony zespół Empty Set składających się z trzonu Sunny Day Real Estate. Grupa składała się z Dana Hoernera (gitara, wokal), Nate’a Mendela (gitara basowa) oraz Williama Goldsmitha (perkusja). Po wielu zmianach nazw w końcu wydali 7" singel Flatland Spider. W tamtym okresie Mendel postanowił przerwać wspólne granie z Empty Set i wyruszył w trasę koncertową z innym zespołem, Hoerner zaczął grać na gitarze basowej, a do grupy dołączył Jeremy Enigk (przyjaciel Goldsmitha z liceum), który zajął rolę drugiego wokalisty. Kiedy do grupy wrócił Mendel, skompletowany zespół zmienił nazwę na Sunny Day Real Estate. Wydali w 1993 roku 7" singel Thief, Steal Me A Peach.

### Diary i LP2
Debiut Sunny Day Real Estate zatytułowany Diary został wydany w 1994 roku przez wytwórnię Sub Pop. Krytycy przyjęli go wyjątkowo ciepło. W październiku tego samego roku ich pierwszy singel „Seven” pojawił się w odcinku The Jon Stewart Show. Parę dni później nagrali parę piosenek dla 120 minutes w MTV. Później grupa ruszyła w trasę koncertową.
Sunny Day Real Estate prezentował enigmatyczny stosunek do publiczności. Kiedy promowali Diary, zespół pozwolił użyć tylko jednego promocyjnego zdjęcia prezentującego ich wygląd. Grupa często odmawiała występów przed publicznością. Dobrym tego przykładem może być koncert w Kalifornii, którego odwołania nigdy do końca nie wyjaśnili. Kiedy Sunny Day Real Estate został zaproszony na koncert Almost Acoustic Christmas w Los Angeles dla radia KROQ, Hoerner odmówił występu i pozostała część zespołu musiała wystąpić jako trio.
Po skończonej trasie zespół zaszył się w studiu, aby nagrać następcę Diary. W tym czasie żadne szczegóły na temat odbywającej się sesji nagrań nie były publikowane, a zespół przeżywał wewnętrzny konflikt. Plotka głosiła, że głównym powodem kłótni było nawrócenie się Enigka na chrześcijaństwo. W 1995 roku zespół ogłosił rozpad, a Goldsmith i Mendel przeszli do nowo powstałego projektu Dave’a Grohla – Foo Fighters.
Po rozpadzie w muzycznym świecie mówiono dużo na temat powodów tego zdarzenia. Kiedy wiele fanów uważało, iż rozpad zespołu był wywołany powrotem Enigka do chrześcijaństwa, zespół twierdził, że te dwie rzeczy nie mają ze sobą związku. W liście zatytułowanym „To Seth and Other Readers”, Enigk potwierdził plotkę na temat jego wiary przy okazji podkreślając, że nie miało to związku z kłopotami zespołu.
W październiku 1995 roku Sub Pop wydał drugi album Sunny Day Real Estate. Wydanie zawierało tylko nazwę zespołu. Najczęściej płyta nazywana jest LP2 (można się też spotkać z nazwą The Pink Album). Album zawierał piosenki nagrane podczas ostatniej sesji oraz nagrania, które nie zmieściły się na Diary.
Po rozpadzie Enigk postanowił poświęcić się karierze solowej i w 1996 roku wydał swój pierwszy album. Hoerner przeprowadził się do nieznanej wioski w stanie Waszyngton, a Goldsmith i Mendel kontynuowali swoją współpracę z Foo Fighters. Rok później z powodu sprzeczki z Grohlem Goldsmith opuścił swój drugi zespół.

### Powrót na scenę
W 1997 roku Sub Pop zaczął naciskać na Enigka i Hoernera na temat wydania płyty z rzadkimi piosenkami zespołu. Na tym albumie miała się pojawić zawartość Thief, Steal Me A Peach,  Flatland Spider oraz ich udział w soundtracku do filmu The Crow: City of Angels. Szybko okazało się, że materiału jest za mało na całą płytę, więc członkowie zespołu postanowili znów połączyć swoje siły i nagrać nowe piosenki. Podczas pracy nad nimi szybko okazało się, że to co ich rozdzieliło dawno było już nieaktualne i postanowili kontynuować współpracę. Zapowiedzieli, że wydadzą kompletnie nowy album. Mendel z początku chciał opuścić Foo Fighters, aby powrócić do Sunny Day Real Estate, lecz po paru miesiącach oświadczył, że nie zamierza opuścić zespołu Dave’a Grohla dla „potencjalnie słabego projektu”.
W 1998 roku wydał swój kolejny album How It Feels To Be Something On. Fani byli zaskoczeni nowym, dorosłym brzmieniem grupy. Podczas promowania nowej płyty Sub Pop zaproponował zespołowi sfilmowanie paru ich koncertów. Wkrótce po tym została wydana płyta oraz video Live. Po paru tygodniach okazało się, że zespół kompletnie nie jest zadowolony z nowych pozycji w swojej dyskografii. Twierdzili, że Sub Pop nie pozwolił im zaplanować wyglądu oraz ostatecznego miksu wydawnictw. W konsekwencji opuścili wytwórnie.
Poszukiwanie nowego wydawcy było długim i uciążliwym procesem. Parę głównych wytwórni było chętnych podpisać z nimi kontrakt, ale zespół chciał pozostać wierny swoim niezależnym korzeniom. Ta sytuacja doprowadziła do konfliktu z ich managerem Gregiem Williamsonem. Wreszcie Sunny Day Real Estate podpisał kontrakt z Time Bomb Recordings, niezależnym oddziałem BMG. Zespół miał nadzieję, że tym sposobem zagwarantował sobie wolność artystyczną oraz dystrybucję na światowym poziomie.
Wkrótce Sunny Day Real Estate wraz z producentem Lou Giordano przystąpił do nagrywania nowego albumu The Rising Tide. Płyta została wydana w 2000 roku. Zespół z ogromną nadzieją, że znów odniesie sukces ruszył w trasę koncertową po USA. Następnie, ku zaskoczeniu fanów w Europie, zaplanował koncerty na starym kontynencie. Niestety, w środku trasy okazało się, że Time Bomb nie stać na utrzymanie występów grupy. Okazało się, że wytwórnia zainwestowała mnóstwo pieniędzy w album Petera Searcy’ego Could You Please and Thank You, które się nie zwróciły. Time Bomb Recordings splajtowało, a rozczarowany zespół powrócił do domu. Wkrótce świat obiegła wieść, że Sunny Day Real Estate zostało rozwiązanie

### Po rozpadzie
Po następnym rozwiązaniu grupy Hoerner powrócił na swoją farmę znajdującą się w stanie Waszyngton, a w 2002 roku Enigk i Goldsmith spotkali się z Mendelem, aby założyć nowy zespół o nazwie The Fire Theft. Grupa wydała album w roku 2003.

## Dyskografia

### Albumy
- Diary (1994, Sub Pop)
- Sunny Day Real Estate (także LP2 lub The Pink Album, 1995, Sub Pop)
- How It Feels To Be Something On (1998, Sub Pop)
- Live (1999, Sub Pop)
- The Rising Tide (2000, Time Bomb Recordings)

### Single
- Seven (1994, Sub Pop)
- In Circles (1994, Sub Pop)
- Pillars (1998, Sub Pop)